# Emil Gustavsson (skulptör)
Karl Emil Gustavsson, född 9 april 1889 i Högsby församling, Kalmar län, död 29 januari 1957 i Höör, Malmöhus län, var en svensk skulptör och träsnidare.
Han var son till krukmakaren Gustav Pettersson och hans hustru Charlotte samt från 1920 gift med Hulda Maria Nässman. Efter avslutad skolgång arbetade han under några år vid Herman Bergman Konstgjuteri i Stockholm. Under hans tid vid gjuteriet väcktes hans intresse för konst och han fick under 1907 en viss handledning av Carl Eldh. Under året flyttade han till Oskarshamn för ett bättre betalt arbete vid Oskarshamns mekaniska verkstad. I Oskarshamn kom han att bli bekant med Axel "Döderhultarn" Peterson som kom att ge honom kunskaper i träsnideri. Omkring 1920 lämnade han den mekaniska verkstaden för att arbeta som snickare, det nya arbetet gav honom mer tid för det egna skapandet. Till en början utförde han flera porträtt och parafraser i träsnideri efter olika förlagor men han kom senare att skapa sina alster fritt. Han medverkade i Ystadsutställningen 1925, Eslövsutställningen 1934, Höörutställningen 1940 samt i en utställning i Sheffield i England 1934 och han medverkade ett flertal gånger i Lisebergsutställningen från 1934.